# Atentado de Mandera de 2014
Fue un ataque de la organización terrorista somalí Al-Shabbaab, filial de Al Qaeda en Somalia, ejecutado el 22 de noviembre de 2014. Se desató cuando un autobús se dirigía a Nairobi (Kenia), y se encontraba en el condado de Mandera. Los asaltantes detuvieron la unidad, desviándola de la carretera principal y seleccionaron a los pasajeros que no eran musulmanes para asesinarles a balazos.
En el autobús viajaban 60 pasajeros, y de los que fueron ejecutados, 19 eran hombres y 9 mujeres.

## Atentado
Un trabajador del bus, que prefirió no revelar su nombre, fue testigo de la emboscada y reveló que los atacantes entraron al bus y saludaron a los pasajeros antes de intentar identificarlos y clasificarlos por su religión. Luego, los atacantes retiraron a 32 pasajeros del vehículo, al pensar que no eran musulmanes y al poder recitar el Corán solo 3 de ellos, estos fueron liberados. Y posteriormente procedieron con la ejecución del resto, sin que alguien pueda haber sobrevivido, agregó.

## Reivindicación
La autoría del atentado fue hecha ese mismo día por Sheikh Ali Mohamud Rage, portavoz de Al Shabaab, en un correo electrónico. 

## Reacciones
- Gobierno Nacional: "Nuestras condolencias a quienes han perdido a amigos y familiares. Algunos líderes están incitando a los ciudadanos contra determinadas religiones, pero aclaro que esto es obra de una banda criminal", dijo el máximo responsable de la seguridad keniana.[4]

- Estados Unidos: "Extendemos nuestras más profundas condolencias a las familias y seres queridos de las 28 personas asesinadas", señaló la portavoz del Consejo Nacional de Seguridad de la Casa Blanca, Bernadette Meehan.[5]